# Estanco

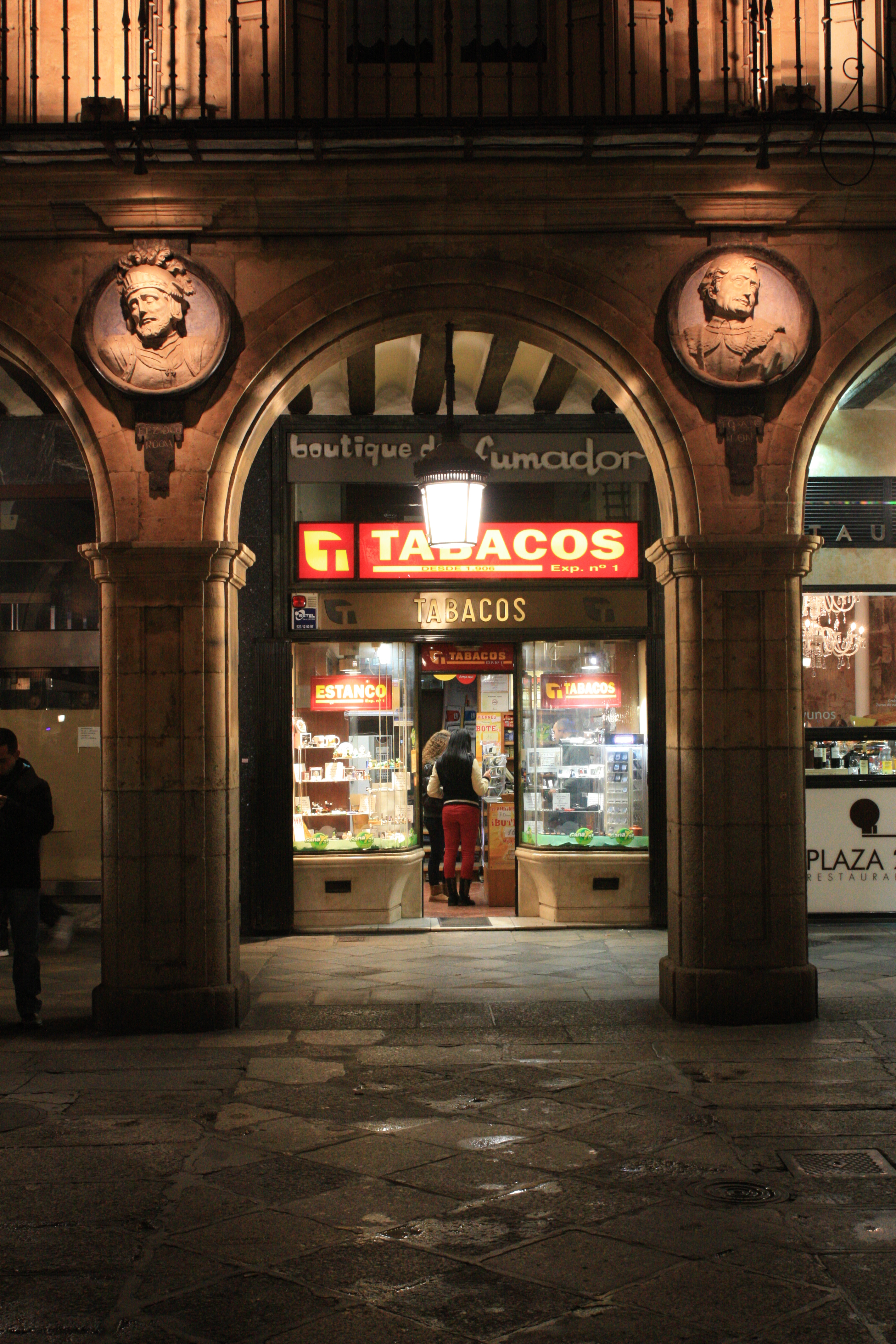
Estanco de Tabacos en la Plaza Mayor de Salamanca

El estanco es una institución de monopolio por parte de un estado de la producción, distribución, importación y venta de un bien (véase Monopolio estatal). El término se origina en España, extendiéndose de ahí al resto de países de habla hispana. Actualmente, los estancos más comunes son los del tabaco, sellos postales y, en algunos países, licores espirituosos o cerveza. Los estancos españoles de tabacos tienen cerca de 400 años de historia, jugando un importante rol en la recaudación de impuestos para el estado mediante la venta de las labores del tabaco.

## Primeros estancos
En España había dos estancos mayores: sal y tabaco, y varios estancos menores: aguardiente, salitre, azufre, pólvora, plomo, antimonio, mercurio, bermellón, goma laca, juegos de naipes y papel sellado.
Uno de los estancos más antiguos (que al parecer data del siglo XIV), es el de la sal del reino de Aragón, que regulaba la venta y no permitía la importación. En 1543 se crea el de barajas, no solo a efectos fiscales, sino para garantizar que la impresión fuera correcta para evitar que los jugadores hicieran trampas en el juego por conocer los defectos de impresión, y no se produjeran peleas. En 1634 se instaura, en la corona de Castilla el estanco del tabaco que convirtió la venta en un monopolio y en una importante fuente de ingresos para el estado. 

### Real Estanco de la Sal

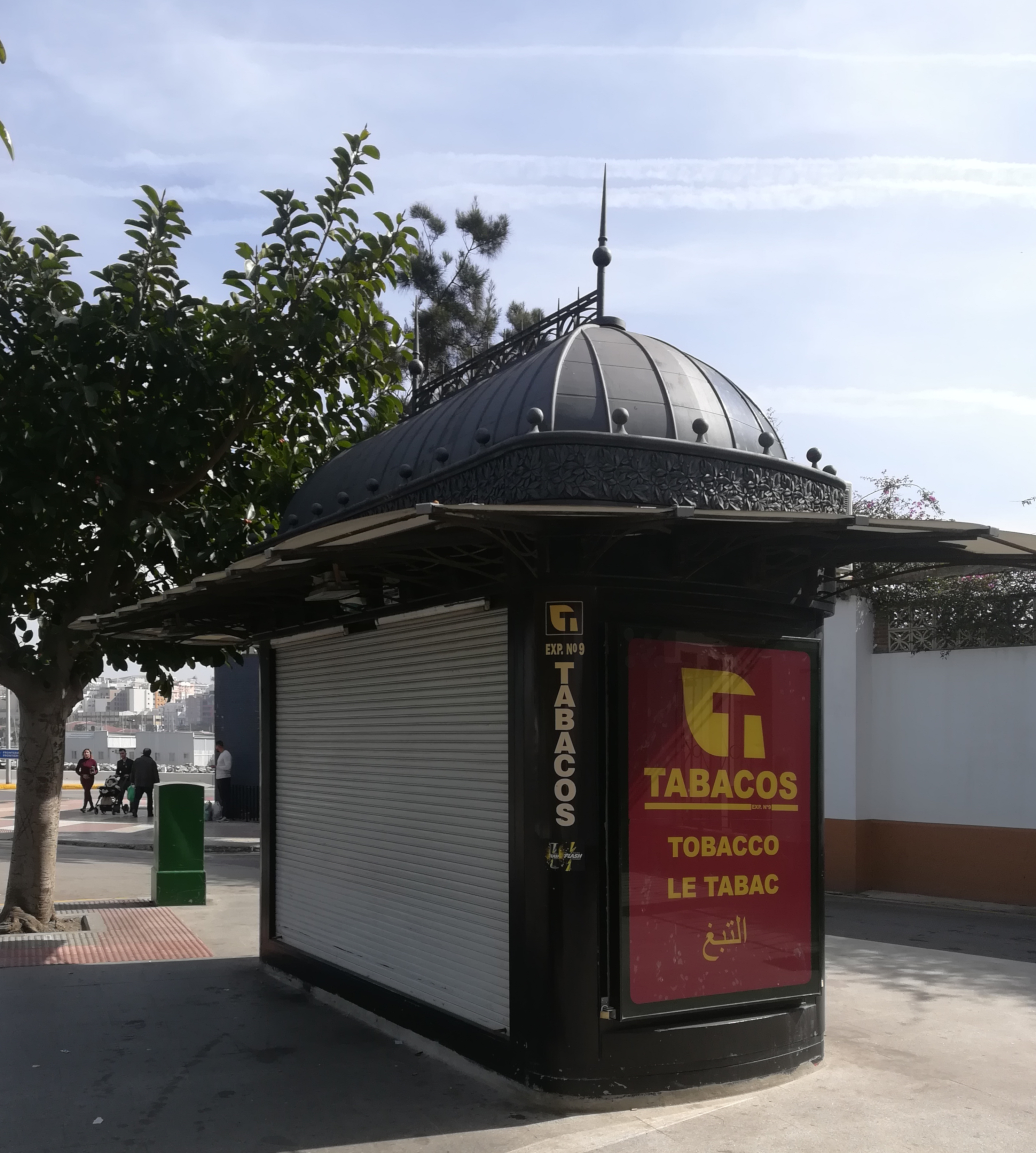
Estanco de Tabaco en Ceuta

En 1564 Felipe II organizó el Estanco de la sal en Castilla, exceptuando Andalucía, como medio de allegar impuestos para la corona. Otra intención de esta medida era uniformar el precio de la sal en los distintos territorios, precios que anteriormente eran muy dispares, aunque el resultado fue una subida en todos ellos. Este estanco, llegó a ser el más importante de la corona, hasta la década de los 30 del siglo XVII, en que fue superado por el de tabacos. Desapareció el 1 de enero de 1870, por Ley de 16 de junio de 1869.

### El Real Estanco de Tabacos
Se asegura que hasta el año de 1542 no se vio el tabaco en España y que por esta época vino a Sevilla una porción considerable de las islas de Cuba y de Santo Domingo, en donde había algunas fábricas de particulares para su elaboración. En las Cortes de 1636 se decretó su estanco, acordando el Reino en 2 de agosto de 1638 que se eligiese entre los arbitrios para el pago de los dos millones y medio el producto del tabaco, disponiendo que mientras no se arrendase se cobrase de cada libra tres reales, tanto de lo que se destinaba a vender, como del que se dedicare a regalos. Se debía percibir este derecho en la Aduana de Sevilla o en las demás porque entrase y se imponían penas a los que infringiesen esta disposición. Posteriormente, en las Cortes de 1650, se perpetuó el estanco del tabaco en los reinos de Castilla y de León.
Las expendedurías de tabaco y timbre, popularmente conocidas como estancos, cuentan con una amplia red distribuida estratégicamente por todo el territorio español. Dicha red está compuesta por 16.049 expendedurías que dan una eficiente cobertura a 47 millones de españoles. El Comisionado para el Mercado de Tabacos otorga periódicamente nuevos concursos en todos los rincones de España.

#### La importancia del monopolio para el Estado español
Las expendedurías de tabaco y timbre del Estado suponen una fuente de ingresos de vital importancia para el Estado español, como así lo recoge la exposición de motivos de la ley 13/98 del 4 de mayo:

«El mantenimiento de la titularidad del Estado en el monopolio de comercio al por menor de Labores de tabaco, que continúa revistiendo el carácter de servicio público, constituye un instrumento fundamental e irrenunciable del Estado para el control de un producto estancado como es el tabaco, con notable repercusión aduanera y tributaria.»

Al ser un mercado regulado, los estancos tienen muy limitada presencia en Internet. No obstante, algunos estancos tienen presencia en línea.

#### Las cifras
El monopolio de expendedurías de tabaco y timbre mueve en España un negocio con un volumen de 12.500 millones de € al año según los datos del Comisionado para el Mercado de Tabacos. De estos 12.500 millones de €, el Estado español se beneficia de 9.400 millones de € que van a parar íntegramente a la hacienda pública, convirtiendo así al monopolio del Estado en un medio imprescindible.
No obstante, esta no es la única función de los estancos. En la actualidad son un valioso aliado de la lucha contra el tabaquismo, ya que la profesionalización de la red incluye en sus estatutos todas las medidas vigentes para evitar el acceso de los menores al consumo de tabaco, protege a los consumidores adultos de oligopolios que podrían promocionar el consumo de tabaco y garantiza a dichos consumidores la legalidad y adecuada conservación de sus productos.
Recientemente la función sanitaria de los estancos ha sido reforzada por el estado Español y por otros 120 países firmantes en el convenio marco de la Organización Mundial de la Salud para el control del tabaco en toda su escala, desde la fabricación a la venta al por menor, como queda reflejado en la parte 3 -artículo 6 -anexo 2 de dicho tratado:

Cada Parte procurará que se conceda una licencia, en la medida que considere apropiado, y cuando las actividades siguientes no estén prohibidas por la legislación nacional, a cualquier persona física o jurídica que se dedique a lo siguiente: 

a) venta al por menor de productos de tabaco.

#### Recarga de tarjetas prepago
Los estancos están ofreciendo otros servicios comunes, como es el caso de recargar tarjetas prepago de telefonía y de tarjetas de transporte urbanos.

### Petróleos
Aunque nunca llevó el nombre de estanco, en la dictadura de Primo de Rivera se instauró el monopolio de petróleos (Ley del Monopolio de Petróleos por Real Decreto-Ley de 28 de junio de 1927) con una compañía arrendataria (CAMPSA) que continuó su andadura hasta que perdió el monopolio en 1986.

## Estancos en América
Durante el dominio español sobre gran parte de América, se establecieron ahí distintos estancos, que regulaban el monopolio sobre diferentes recursos. En ocasiones, su administración fue arrendada o mercedada, variando con ello las rentas totales que la Corona recibía.

### Real Estanco del Tabaco
En el siglo XVIII se monopolizó el cultivo y comercio del tabaco en algunas regiones de América, destacando la creación del Real Estanco del Tabaco de la Nueva España, que controló la producción de su territorio, incluyendo Cuba, Puerto Rico y Santo Domingo. 

### Real Estanco de Tintes y Colores
Después de la minería, la producción y comercio de tintes y pigmentos fue la industria más rentable del imperio español en América. En el siglo XVI, se estableció el monopolio conocido como Real Estanco de Tintes y Colores que se otorgó por merced real a los condes de Osorno, pasando por sucesión a la casa de Alba. Su vigencia perduró hasta la independencia.

### Estanco del salitre
Para eliminar la competencia en el mercado internacional entre los fertilizantes (ambos producidos por Perú) guano y salitre, la República del Perú creó en 1873 el "Estanco del Salitre". Todas las empresas productoras de salitre en Perú debían atenerse a las cantidades y precios dictados por el gobierno. Sin embargo, debido a la falta de empleados fiscales con experiencia, a la resistencia de los productores de salitres y a la fortaleza de Valparaíso como centro de comercialización del salitre, el estanco no funcionó. En 1876 el estado peruano decretó la estatización de la industria productora de salitre. El intento peruano de controlar también la producción boliviana del salitre fue una de las causas de la Guerra del Pacífico.